# Medalha Erasmus
A Medalha Erasmus (em inglês:  Erasmus Medal) é a mais alta condecoração da Academia Europaea. É concedida anualmente em reconhecimento a trabalho científico de destaque de longa duração, tornando-se a pessoa laureada um membro honorário e apresentando uma palestra honorária no congresso anual da academia. A condecoração é financiada pela Fundação Heinz Nixdorf.

## Recipientes
São dados ano e local do congresso anual, recipiente e sua área de especialização.
- 1992 Budapeste: János Kornai (economia)
- 1993 Upsália: Ernst-Joachim Mestmäcker (jurisprudência)
- 1994 Parma: Lawrence Freedman (ciências sociais)
- 1995 Cracóvia: Alain Touraine (ciências sociais)
- 1996 Barcelona: Hubert Markl (biologia evolutiva)
- 1997 Gent: Paul Crutzen (geociências e cosmologia)
- 1998 Basileia: Peter Burke (história e arqueologia)
- 1999 Copenhague: Raoul Van Caenegem (história e arqueologia)
- 2001 Roterdã: Edoardo Boncinelli (biologia celular)
2001 (não foi congresso anual): Giorgio Bernardi (bioquímica e biologia molecular)
- 2002 Lisboa: Harold Kroto (química)
- 2003 Graz: Carl Djerassi (química)
- 2004 Helsinque: Stig Strömholm (jurisprudência)
- 2005 Potsdam: Pierre Léna (geociências e cosmologia)
- 2006 Budapeste: Bert Sakmann (fisiologia e medicina)
- 2007 Toledo: Francisco Márquez Villanueva (literatura e teatro)
- 2008 Liverpool: Semir Zeki (fisiologia e medicina)
- 2009 Nápoles: Carlo Ginzburg (história e arqueologia)
- 2010 Lovaina: Jean Fréchet (química)
- 2011 Paris: Manuel Castells (ciências sociais)
- 2012 Bergen: Geoffrey Burnstock (fisiologia e medicina)
2012 Bergen: Tomas Hökfelt (fisiologia e medicina)
- 2013 Breslau: Norman Davies (história e arqueologia)
- 2014 Barcelona: Kurt Mehlhorn (informática)
- 2015 Darmstadt: Edith Hall (ciência clássica antiga)
- 2016 Cardiff: Martin Rees (astronomia)[1]
- 2017 Budapeste: Andreu Mas-Colell (economia)